# Kraniche
Die Kraniche (Gruidae) sind eine Familie aus der Ordnung der Kranichvögel (Gruiformes). Der in Mittel- und Nordeuropa heimische Vertreter dieser Ordnung ist der Graue Kranich. Mit ihrem langen Hals und ihren langen Beinen erinnern Kraniche äußerlich an Stelzvögel, mit denen sie aber nicht verwandt sind. Sie sind mit 15 Arten weltweit vertreten und fehlen lediglich in Südamerika sowie der Antarktis. Ihre Hauptverbreitung haben sie in Asien und Afrika.
Viele Arten brüten erst in ihrem vierten oder fünften Lebensjahr und die Sterblichkeit der Jungvögel ist hoch. Bestandseinbrüche können sie daher nur sehr schwer wieder ausgleichen. Zahlreiche Arten sind deshalb sehr gefährdet. Dazu zählen der Schreikranich, der Mandschurenkranich und der Nonnenkranich.

## Merkmale

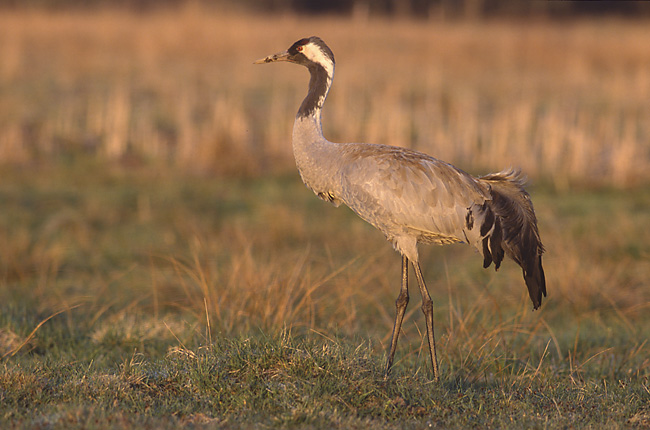
Kranich im Abendlicht (Grus grus)

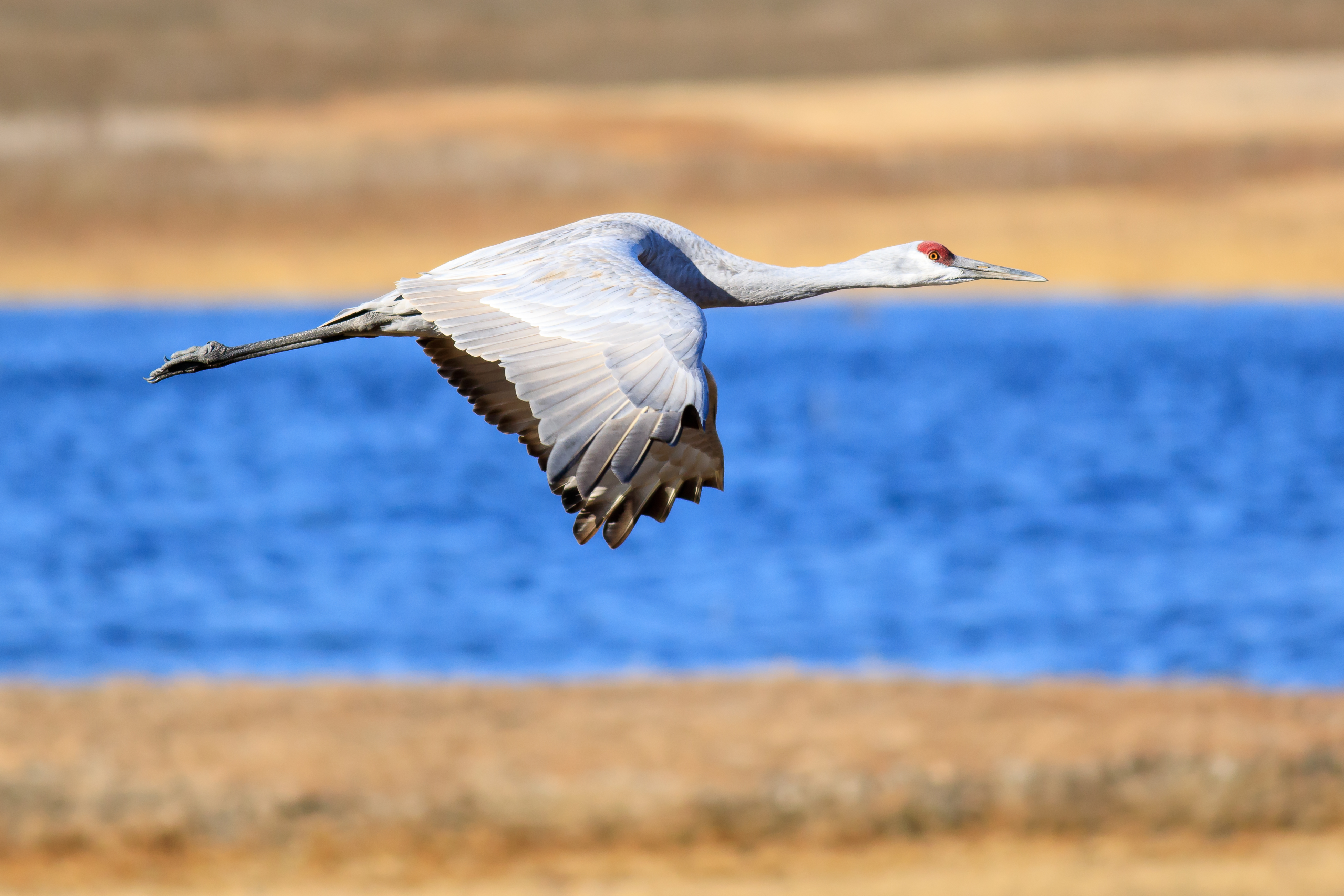
Kanadakranich im Flug

Kraniche sind große bis sehr große Vögel, die mit ihrem langen Hals und ihren langen Beinen äußerlich an Störche und Reiher erinnern. Mit einer Körperlänge zwischen 90 und 150 cm gehören sie zu den größten Vögeln überhaupt. Der Saruskranich steht aufrecht vom Boden zur Scheitelspitze 176 cm hoch, höher als jeder andere flugfähige Vogel. Das Gewicht der Kraniche reicht bis zu 12 kg (Mandschurenkranich). Männchen sind etwas größer und schwerer als Weibchen, ansonsten gibt es keinen Geschlechtsdimorphismus.
Im Gefieder der Kraniche herrschen Grau- und Weißtöne vor. Generell sind die am weitesten nördlich lebenden Kraniche die hellsten und größten Vertreter, während nach Süden hin die Arten dunkler und kleiner werden. Schwarzes Gefieder findet man hauptsächlich am Hals, am Schwanz und an den Handschwingen, allerdings nicht bei allen Arten. Nur die Kraniche der Gattung Anthropoides haben komplett befiederte Köpfe. Bei anderen Kranichen sticht leuchtend rote nackte Haut hervor, die in unterschiedlichem Maße ausgeprägt ist. Der Klunkerkranich hat zudem zwei auffällige Kehlsäcke. Kronenkraniche haben einen kleineren Kehlsack und eine gelbe Federhaube auf dem Scheitel.
Wie Störche fliegen Kraniche mit gestrecktem Hals, während die Reiher den Hals im Fluge S-förmig gebogen halten. Die Beine werden dabei waagrecht nach hinten gestreckt. Der Fuß ist bei den Kronenkranichen deutlich anisodaktyl, das heißt drei Zehen sind nach vorn und eine nach hinten gerichtet. Dagegen ist die Hinterzehe der anderen Kraniche (Gruinae) verkümmert.
Anatomisch ist bei den Gruinae eine stark vergrößerte Luftröhre bemerkenswert, deren knöcherne Ringe mit dem Brustbein verschmolzen sind. Diese Ausprägung, die den Kronenkranichen fehlt, dient dem Ausstoßen lauter Rufe.
Dementsprechend sind die Rufe der Kronenkraniche relativ leise, während die Kraniche der Gattung Grus außerordentlich laute, trompetenartige Rufe ausstoßen können. Zum typischen Repertoire von Kranichen gehören ein Kontaktruf, ein Warnruf, ein vor dem Abflug ausgestoßener Ruf und ein Duettruf, der die Paarung begleitet. Der letztere ist dabei der lauteste.

## Verbreitung und Lebensraum

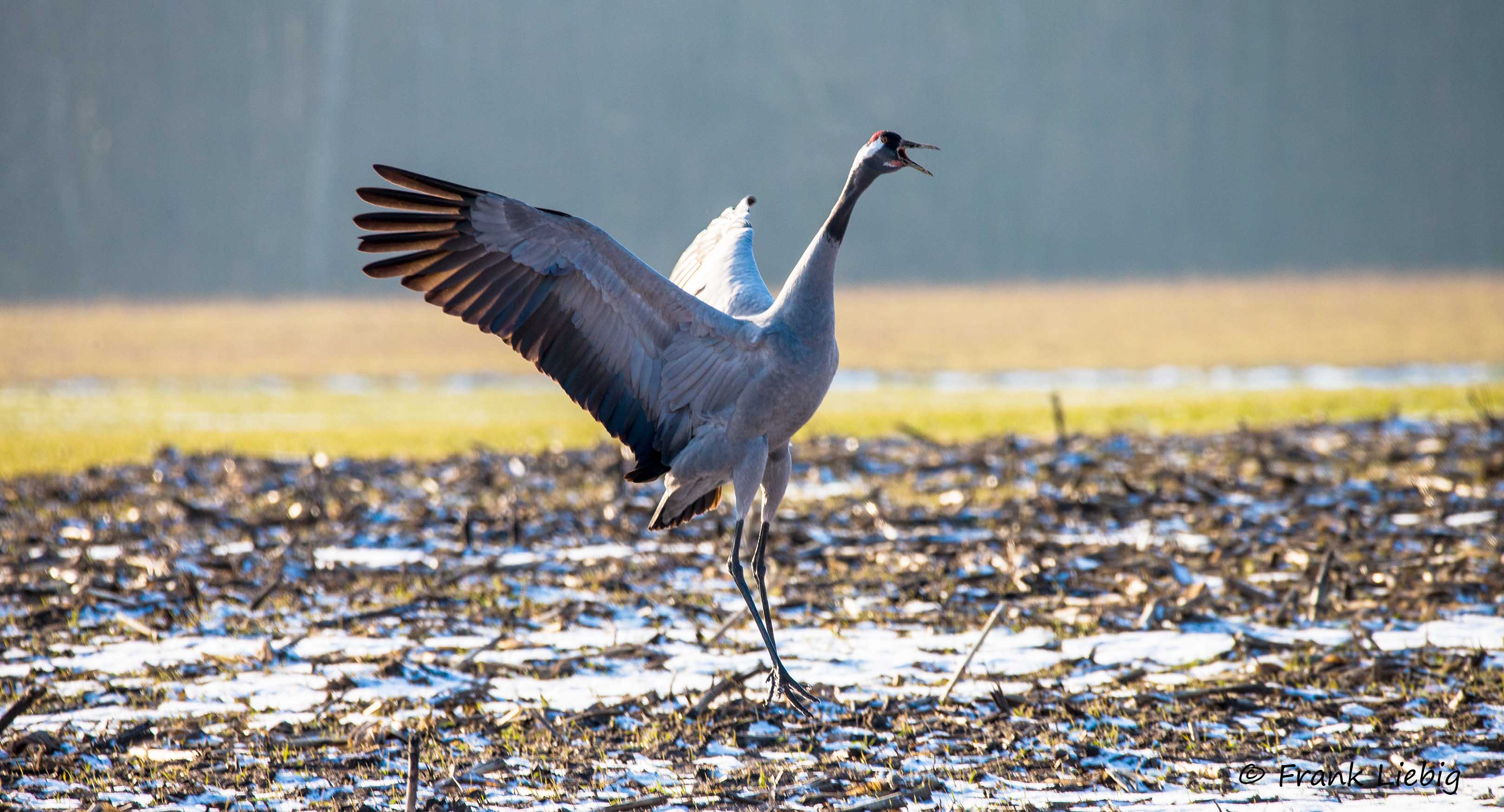
Früher Heimkehrer in Mecklenburg

Vertreter der Kraniche lassen sich auf allen Kontinenten der Erde außer in der Antarktis und Südamerika finden. Dabei bewohnen die Arten der Gattung Grus die arktischen und gemäßigten Regionen der Nordhalbkugel; Ausnahmen sind allein der südasiatische Saruskranich und der australische Brolgakranich. Die anderen Gattungen finden sich in tropischen und subtropischen Breiten Afrikas und Asiens.
Auf den britischen Inseln wurden die Kraniche im 17. Jahrhundert ausgerottet, aber seit 2010 wird im Rahmen des Great Crane Project versucht sie wieder im Süden Englands einzubürgern.
Bevorzugter Lebensraum der Kraniche sind offene Landschaften wie die Tundra oder die Savanne. Viele Arten sind ans Wasser gebunden und kommen daher hauptsächlich in sumpfigen Habitaten vor. Die Arten der Gattung Anthropoides kommen auch in ariden Grasländern und Halbwüsten vor.
Während einige Kranicharten in wärmeren Klimazonen Standvögel sind, sind solche in kälteren Klimazonen Zugvögel, die lange Strecken von mehreren tausend Kilometern überwinden müssen. Der Schneekranich zieht aus dem äußersten Norden Sibiriens nach Iran, Indien und Südchina; manche Populationen des Kanadakranichs ziehen aus den arktischen Regionen Kanadas und Alaskas bis nach Florida und Mexiko. Kraniche ziehen in einer V-Formation in Höhen von etwa 2000 m, ausnahmsweise sogar 10.000 m. An einem Tag werden typischerweise 300 km, manchmal sogar 800 km zurückgelegt. Die Fluggeschwindigkeit beträgt dabei 60 bis 80 km/h.

## Lebensweise

### Aktivität

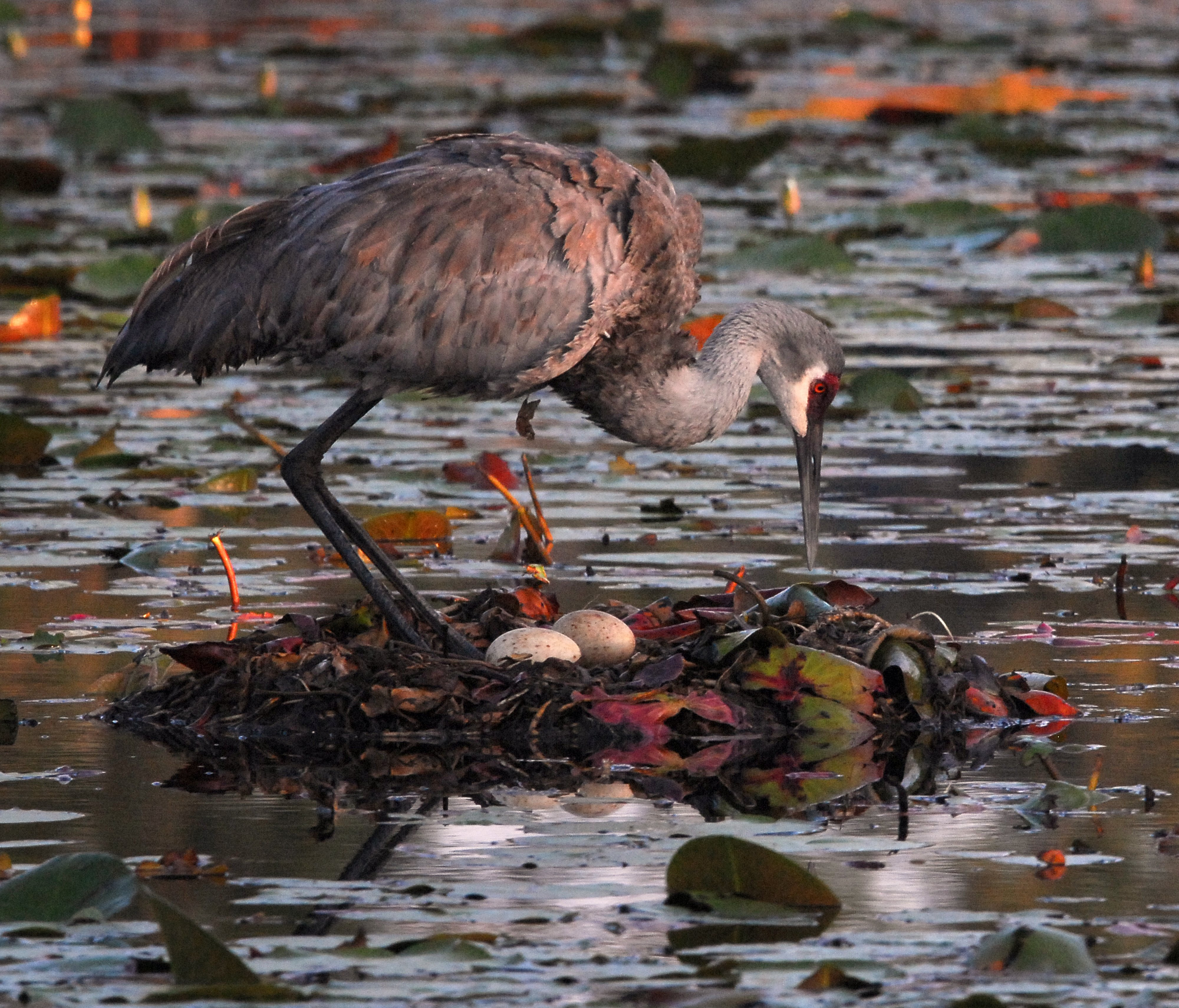
Kanadakranich auf Nest

Kraniche sind tagaktive Vögel, die am Morgen und am Abend die größte Aktivität zeigen. Nachts ruhen sie auf Bäumen (Kronenkraniche) bzw. auf dem Grund (Gruinae). Während sie in der Brutzeit einzelgängerisch sind, sind sie ansonsten gesellige Vögel, die in großen Schwärmen auftreten.
Eine bekannte Verhaltensweise der Kraniche ist das „Tanzen“. Tänze spielen eine Rolle bei der Paarbildung, und bei bereits verpaarten Vögeln dienen sie der Festigung der Paarbindung. Die Tänze werden jedoch auch außerhalb der Paarungszeit aufgeführt und sind bei einer Reihe von Arten eindeutig polyfunktional. Sie spiegeln das Wohlbefinden der Vögel wider und spielen auch für den Zusammenhalt zwischen Eltern und halbwüchsigen Jungvögeln eine bestimmte Rolle. Am aktivsten sind dabei juvenile und subadulte Vögel. Beim Tanzen springen die Vögel mit ausgebreiteten Flügeln, führen Verbeugebewegungen aus, treten mit den Füßen in der Luft, stoßen dabei laute Rufe aus und werfen Gras und andere Objekte mit dem Schnabel in die Luft. Die Ausprägung des Tanzes ist von Art zu Art unterschiedlich.
Da die meisten Kranicharten zumindest während der Fortpflanzungszeit ausgesprochen territoriale Vögel sind, gehören zu ihren rituellen Signalbewegungen auch Drohgesten. Auch diese sind in ihrer detaillierten Ausprägung von Art zu Art verschieden. Der Graukranich beispielsweise senkt bei leicht angehobenen Flügeln den Kopf schnell zu Boden, richtet ihn dann auf und legt diesen dann auf den Rücken. Dann werden die Flügel gesenkt und Drohrufe ausgestoßen. Beim Nonnenkranich, der als einer der am stärksten territorialen und aggressivsten Kraniche gilt, machen Aggressionsdemonstrationen einen großen Teil seines ritualisierten Verhaltens aus. Zu seinen Drohgesten gehört auch ein demonstratives Annähern an den Rivalen, bei dem der Kranich das Bein vor dem folgenden Schritt hoch hebt, den Hals senkrecht hebt und den Schnabel gegen den Hals presst.

### Ernährung
Kraniche sind Allesfresser, die sowohl pflanzliche (Samen, Wurzeln, Blätter, Kräuter, Gräser, Nüsse, Beeren) als auch tierische (Würmer, Mollusken, Insekten, Krebstiere, Fische, Frösche, Eidechsen, Nagetiere) Nahrung zu sich nehmen. Auf der Nahrungssuche streifen Kraniche umher, bleiben also nicht nach Reiherart in Lauerstellung auf einer Stelle stehen. In den verschiedenen Jahreszeiten kann unterschiedliche Nahrung bevorzugt werden.
Die kurzschnäbligen Arten (Grauer Kranich, Jungfernkranich, Kronenkraniche u. a.) grasen nach Art von Gänsen und fressen, was sich an der Oberfläche anbietet. Dagegen wühlen die langschnäbligen Arten (Schneekranich, Saruskranich, Brolgakranich u. a.) in weichem, feuchtem Boden nach Wurzeln und anderer Nahrung.

### Fortpflanzung
Die Brutzeit der Kraniche beginnt in den nördlich-gemäßigten und polaren Zonen zwischen April und Juni. Dagegen ist sie in den Tropen variabel. Manche Arten brüten dort zur Regenzeit, andere zu beliebigen Zeiten des Jahres. Kraniche leben monogam. Die Paare bleiben normalerweise zusammen, bis ein Partner stirbt. Sind die Bruten eines Paars dauerhaft erfolglos, kann es allerdings zu einer vorzeitigen Trennung kommen.
Zu Beginn der Brutzeit führen Kraniche, die sich zu einem Paar zusammengefunden haben, die typischen Tänze auf. Bei den Paaren, die sich bereits in einer der vorherigen Brutperioden gefunden haben, bleiben die Tänze aus, hier kommt es gleich zur Kopulation. Die Kopulation ist gefolgt von gegenseitigem Gefiederputzen.
Beide Partner beteiligen sich am Bau des Nests. Für gewöhnlich nisten Kraniche am Boden; nur die Kronenkraniche bauen das Nest auch auf Bäumen, aber selbst bei ihnen ist dies die Ausnahme. Jungfern- und Paradieskranich bauen gelegentlich überhaupt kein Nest, sondern legen die Eier auf den nackten Boden. Im Normalfall bauen Kraniche in sumpfigem Gelände ein Nest aus aufgehäuftem pflanzlichen Material. Das Gelege besteht bei fast allen Arten aus zwei Eiern. Klunkerkraniche legen manchmal nur ein Ei, die Kronenkraniche in der Regel drei bis vier Eier. Die Farbe der Eier ist bei tropischen Arten weiß oder bläulich, bei den Arten der kälteren Klimazonen dunkler. Dunkle Eier absorbieren das im Norden spärliche Sonnenlicht, während helle Eier es reflektieren. Die Eier der meisten Kranicharten sind mit einem Fleckenmuster überzogen.
Die Brut dauert im Durchschnitt etwa dreißig Tage. Beide Partner brüten, der Anteil des Weibchens ist jedoch höher. So brüten Weibchen die ganze Nacht über, während die Partner am Tage einander abwechseln. Auch an der Fütterung der Jungen beteiligen sich beide Eltern. Das Nest wird schon nach wenigen Tagen verlassen, so dass die Jungen selbst nach Nahrung suchen. Sie sind allerdings noch lange auf den Schutz der Eltern angewiesen. Jungfernkraniche werden nach 55 bis 60 Tagen, Klunkerkraniche nach 90 bis 130 Tagen selbständig. Oft kommt nur eines der Jungen durch, da das zuerst geschlüpfte Junge stärker ist und seine Geschwister am Zugang zur Nahrung hindert. Beim Schneekranich verlassen die Eltern mit dem ersten Jungen das Nest sogar stets vor dem Schlüpfen des zweiten, so dass letzteres immer auf sich gestellt ist und verhungert.

## Stammesgeschichte
Die ältere Gruppe der Kraniche bilden die Kronenkraniche, die fossil seit dem Eozän bekannt sind. In jener Zeit lebten Kronenkraniche auch in Europa und Nordamerika. Die „echten“ Kraniche (Gruinae) sind fossil seit dem Miozän belegt. In Wyoming fand man einen Beinknochen des heutigen Kanadischen Kranichs aus der Zeit des Pliozäns. Im mittleren bis späten Pleistozän waren viele der heutigen Kranicharten schon in ihrem jetzigen Verbreitungsgebiet zu Hause.

## Systematik

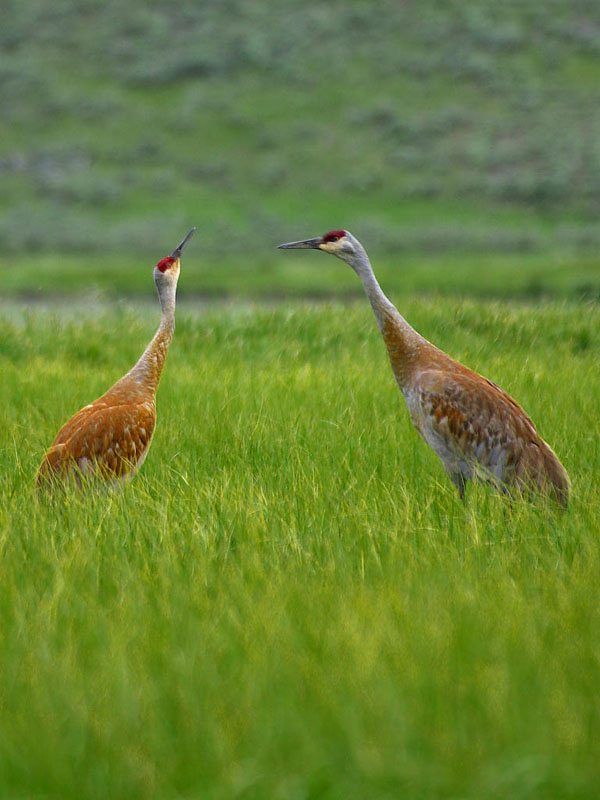
Kanadakraniche im Yellowstone National Park, 19. Juni 2004

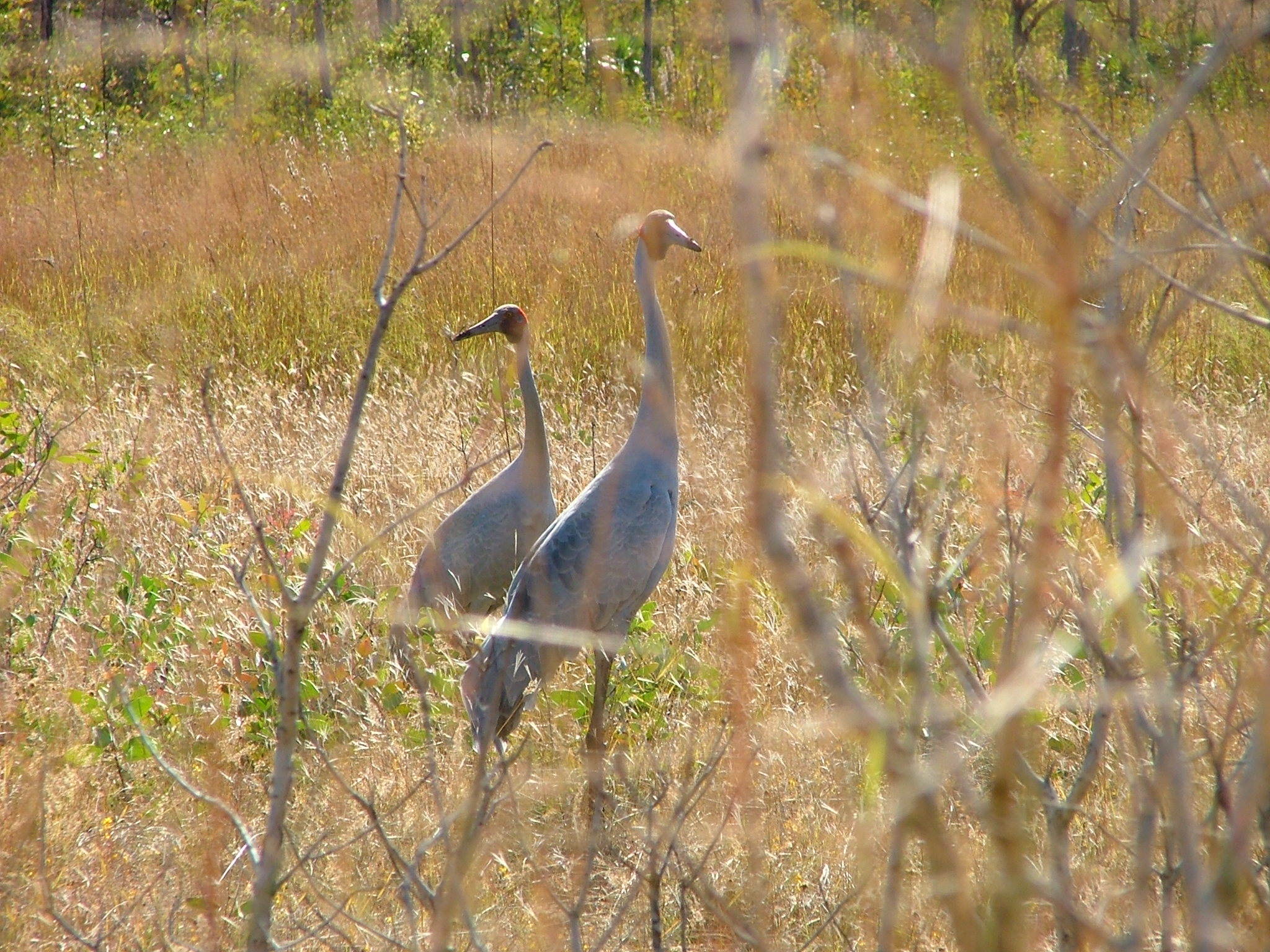
Brolgakraniche

Kraniche werden den Kranichvögeln zugeordnet. Innerhalb dieser Ordnung stellen ihre nächsten Verwandten der Rallenkranich und die Trompetervögel.
Traditionell werden Kraniche in zwei Unterfamilien geteilt. Den Kronenkranichen (Balearicinae) fehlt der Resonanzraum, der bei den echten Kranichen (Gruinae) durch die vergrößerte und gewundene Luftröhre gebildet wird. Während die Kronenkraniche nur zwei Arten umfassen, gehört zu den Gruinae der Großteil der Arten. Hierin wiederum stellt die Gattung Grus die meisten Arten. Die Unterteilung in Gattungen, wie in der Übersicht unten vorgenommen, folgt der World Bird List der International Ornithologists’ Union:
Unterfamilie Kronenkraniche (Balearicinae)
- Gattung Kronenkraniche (Balearica)
  - Kronenkranich (B. pavonina)
  - Südafrika-Kronenkranich (B. regulorum)

Unterfamilie Echte Kraniche (Gruinae)
- Gattung Anthropoides
  - Paradieskranich (A. paradisea)
  - Jungfernkranich (A. virgo)
- Gattung Antigone
  - Saruskranich (A. antigone)
  - Kanadakranich (A. canadensis)
  - Brolgakranich (A. rubicunda)
  - Weißnackenkranich (A. vipio)
- Gattung Bugeranus
  - Klunkerkranich (B. carunculatus)
- Gattung Grus
  - Schreikranich (G. americana)
  - Grauer Kranich (G. grus)
  - Mandschurenkranich (G. japonensis)
  - Mönchskranich (G. monachus)
  - Schwarzhalskranich (G. nigricollis)
- Gattung Leucogeranus
  - Nonnenkranich (L. leucogeranus)

## Kranich und Mensch

### Kraniche in der Kultur

#### Etymologie und Benennung
Der Name Kranich ist etymologisch von den altdeutschen Wörtern „Kran“, „Kranch“ und „Krye“ abgeleitet. Das englische Wort „Crane“ ist nahe verwandt. Es besteht ein Bezug zum griechischen Wort „Geranos“, von dem das lateinische „Grus“ abgeleitet sein dürfte. Von diesem stammen wiederum das italienische Wort „Gru“, das französische „Grue“ und das spanische „Grulla“ ab. Nach Isidor von Sevilla ist auch eine Ableitung der Bezeichnung Grus vom lateinischen „congruere“ (übereinstimmen) möglich. Somit beziehen sich die Benennungen sowohl auf den trompetenartigen Ruf dieses Vogels als auch auf seine synchronen Verhaltensmuster.
Etymologen haben zudem einige Namensverwandtschaften festgestellt. So heißen die vom Kranich gerne gefressenen „Kronsbeeren“ (Preiselbeeren) auf Englisch „Cranberry“. Das französische Wort „Pedigree“ (Stammbaum) stammt vom altfranzösischen „Pied de grue“ (Fuß des Kranichs) ab, da die Abstammungslinien den Zehen am Fuß des Kranichs glichen. Mit der langhalsigen Hebevorrichtung des „Geranos“ – der Vorläufer des heutigen „Krans“ – waren schon in der Antike des Euripides Theater ausgestattet.

#### Mythologie und Kult

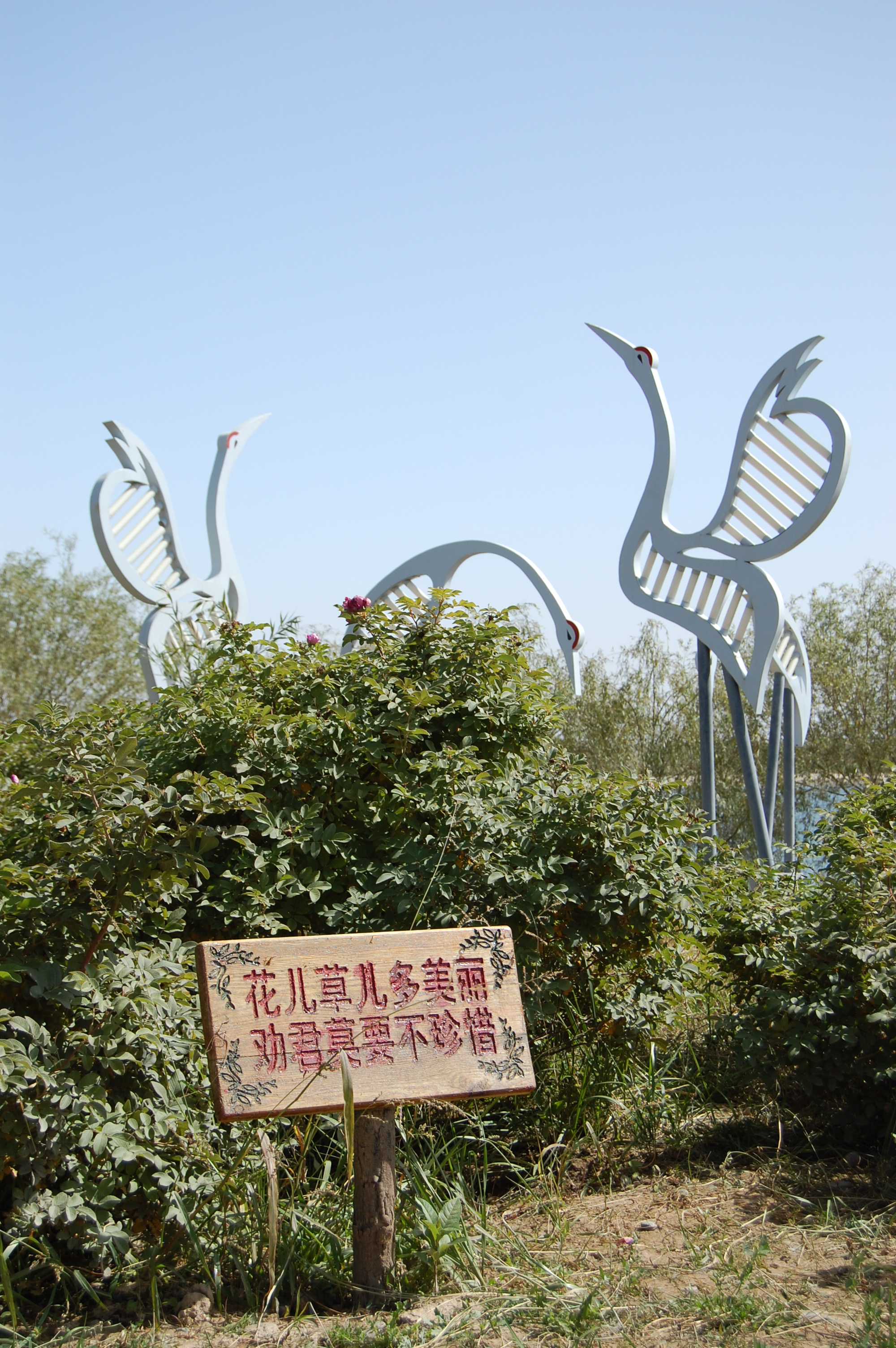
Kranich-Kunstobjekt in Jiayuguan (China)

In der griechischen Mythologie war der Kranich sowohl Apollon, dem Gott der Sonne und Demeter, der Erd- und Fruchtbarkeitsgöttin, als auch Hermes als Bote des Frühlings und des Lichts zugeordnet. So lasen die Auguren (Priester) im Antiken Griechenland aus den Flugformationen der Kraniche. Außerdem galten Kraniche als Symbol der Wachsamkeit und Klugheit.
Laut Homers Ilias soll ein Heer von menschenfressenden Kranichen nach Süden gezogen sein, um in den Nilsümpfen das kleine Volk der Pygmäen zu jagen. Zudem wird bei Homer der „Reigen der Ariadne“, der sich nach Pausanias in Knossos auf Kreta fand, erwähnt. Der Grieche Theseus soll einen Geranos genannten Reigen auf der Insel Delos eingeführt haben. Diesen den Gängen des Irrgartens auf Kreta nachempfundenen Tanz hatte er von seiner Geliebten, der kretischen Königstochter Ariadne, die ihn ihrerseits vom berühmten Handwerker und Erfinder Daidalos erlernt hatte.
Aristoteles bezeichnet ihn als den Vogel, der äußerst wachsam sei und „aus den skythischen Ebenen in die oberhalb Ägyptens liegenden Sümpfe“ ziehe.
Der keltische Gott Ogma soll die Oghamschrift erfunden haben, nachdem er den Flug der Kraniche beobachtet hatte, welche als Hüter des Geheimnisses dieser Schrift galten. In Irland erbaten Bauern von der Göttin Manannan, die einen Beutel aus Kranichhaut mit den Schätzen des Meeres trug, gute Saat und die Seefahrer eine gute Reise. Das in der Sage von Herzog Ernst erwähnte Volk der Agrippiner bestand aus Mischwesen aus Mensch und Kranich. Diese bedrängten ein Zwergenvolk, bis Ernst sie von denen befreien konnte. Die Bezeichnung „Vogel des Glücks“ leitet sich in Schweden von der Ankunft des Kranichs als Vorzeichen für den Frühling her, der Wärme, Licht und Nahrungsfülle einleitet.

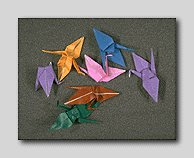
Origami-Kraniche – Symbol für ein langes Leben

Im Kaiserreich China war der Kranich (鹤 hè), besonders der Rotkronenkranich,  Symbol für ein langes Leben, Weisheit, das Alter sowie die Beziehung zwischen Vater und Sohn. Zudem galt er in der chinesischen Mythologie als „Himmelskranich“ oder „Seligenkranich“, da man glaubte, dass sich taoistische Priester nach ihrem Tod in einen gefiederten Kranich verwandelten oder dass die Seelen der Verstorbenen auf dem Rücken von Kranichen zum Himmel getragen würden. In der Qing-Dynastie war der Kranich Abzeichen der Zivilbeamten des ersten Rangs.
In Bhutan gelten Schwarzhalskraniche als „Vögel des Glücks“ und werden Himmelsvögel genannt mit dem Glauben, dass sie die Seelen der Verstorbenen auf dem Rücken zum Himmel tragen. Im Phobjikha-Tal wird jedes Jahr am 11. November ein Kranich-Fest mit Tänzen abgehalten.
In Japan ist der Rotkronenkranich ein Symbol des Glücks der Langlebigkeit. Nach alter japanischer Legende bekommt derjenige, der 1000 Origami-Kraniche faltet, von den Göttern einen Wunsch erfüllt. Noch heute wird zu besonderen Anlässen, wie Hochzeiten oder Geburtstagen, ein gefalteter Papierkranich überreicht. Seit dem Tode des Atombombenopfers Sadako Sasaki, die mit dem Falten von Origami-Kranichen gegen ihre durch die Strahlung verursachte Leukämie-Erkrankung ankämpfte, sind Origami-Kraniche auch Symbol der Friedensbewegung und des Widerstandes gegen Atomwaffen.
Auf Hokkaidō führen die Frauen der Ainu ebenso einen Kranichtanz auf, wie in Korea im Hof des Tongdosa-Tempels seit der Silla-Dynastie ein Kranichtanz aufgeführt wird. Die zentralafrikanische  Königin der Pygmäen, Gerana, soll nach antiken Erzählungen in einen Kranich verwandelt worden sein, weil sie sich für verehrungswürdiger als die Göttinnen gehalten hatte. Die Azteken stammten der Legende nach aus der Region Aztlan, was „nahe den Kranichen“ bedeutete. Im Aberglauben heißt es, im Schwarm um das Haus kreisende Kraniche kündigten baldigen Nachwuchs an.

#### Heraldik

Wappen der Gemeinde Kransberg

Wachsamer Kranich (heraldische Figur)

Der Kranich ist in der Heraldik das Symbol der Vorsicht und der schlaflosen Wachsamkeit.
Aus griechischen Quellen kommt das Motiv, dass der fliegende Kranich Steinchen im Schnabel trägt, um sich nicht durch eigene Rufe über dem Taurus zu verraten und in die Fänge der Adler zu geraten. Im römischen Kulturkreis hat der Kranich weitere Bedeutungen hinzugewonnen. So galt er als Symbol der „Prudentia“, des vernünftigen und klugen Handelns, der „Perseverantia“, der Beharrlichkeit, und der „Custodia“, der Sorgfalt des Handelns. Aus der „Vigilantia“, der sittlichen und militärischen Wachsamkeit, entstand der „Grus vigilans“. Dieser hält einen Stein mit der Klaue hoch, damit er im Falle des Einschlafens sogleich vom Geräusch des Fallens geweckt würde. Man findet dieses Motiv auf vielen Emblemen, Wappen und Insignien, aber auch an Häusern und Burgen. So heißt es im Giebellied des Kranichhauses in Otterndorf:
Der Kranich hält den Stein,

des Schlafs sich zu erwehren.

Wer sich dem Schlaf ergibt,

kommt nie zu Gut und Ehren.
Kirchenvater Ambrosius verwendet dieses Bild als ein Gleichnis für die Furcht vor Gott zum Schutz gegen die Sünde und das Teufelswerk. Weiterhin vergleicht er das Fallen des Steins mit dem Ruf der Kirche (Glockengeläut). Zudem sollen es seinen Ansichten zufolge die Menschen den Kranichen nachmachen, indem die Starken die Schwachen stützen.

#### Märchen, Fabeln und Literatur
In alten Volksmärchen und Überlieferungen tritt der Kranich, der in der Regel mit positiven Eigenschaften besetzt wird, als Verkünder von Geburten und Hochzeiten, aber auch von Krieg und Tod in Erscheinung. In Fabeln wird er in der Regel zum Aufzeigen menschlicher Ungerechtigkeit und Undankbarkeit genutzt.
Die jakutische Geschichte Die Kranichfeder handelt von einem Kranich, der sich in ein schönes Mädchen verwandelt, um einen Menschenmann zu heiraten. Als er eines Tages sein abgestreiftes Federkleid wiederfindet, schwingt er sich davon, so dass er für die Flüchtigkeit des Sommers und der Liebe steht. Auch das russische Märchen Reiher und Kranich sowie das finnische Fuchs und Kranich, in dem der Fuchs von ihm das Fliegen lernen will, behandeln diesen Vogel. In der deutschen Fabel von Fuchs und Kranich laden sich beide wechselseitig zu einem Mahl ein, welches nur der Gastgeber selbst verzehren kann. Auch Johann Wolfgang Goethe widmet sich dieser Thematik in einem Gedicht. Auch in der Äsopschen Fabel vom Wolf und Kranich geht es unrecht zu. Hier befreit der Kranich den Wolf zwar vom im Halse steckengebliebenen Knochen, wird aber um seinen Lohn betrogen.
In den Tiergeschichten von Haanpääs wird der Kranich vermenschlicht und individualisiert. So handelt die Erzählung Der flügellahme Kranich von einem Exemplar, das nicht in den Süden ziehen kann und sich im Winter gegen seine Feinde durchsetzen muss. Darauf nimmt auch Theodor Fontanes Gedicht Der Kranich Bezug, dass erzählt, wie ein Kranich mit gestutzten Flügeln sehnsuchtsvoll versucht, mit seinem Artgenossen zu ziehen und nach vergeblichem Bemühen von den Hühnern ausgelacht wird.
Der altisraelitische Prophet Jeremia verwendet das Zugverhalten dieses Vogels gleichnishaft (Zeit der Umkehr) in der Bibel (Jeremia 8, 7).

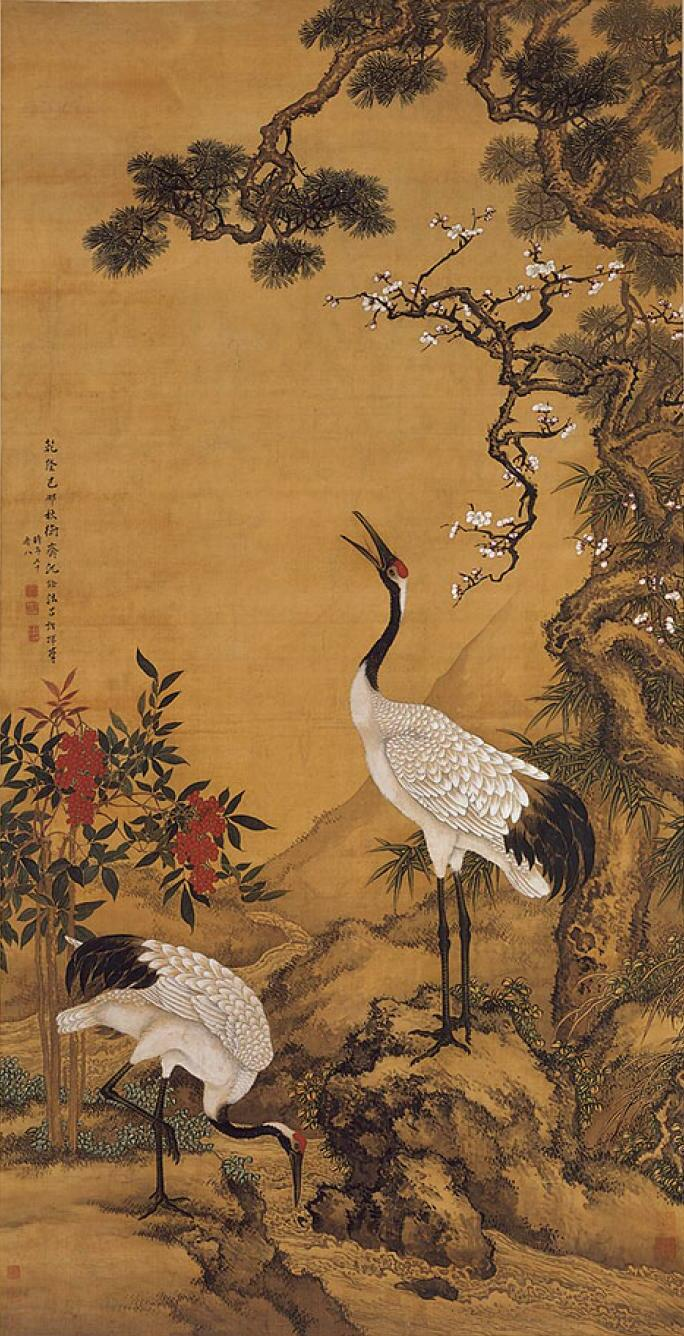
Drei chinesische Symbole: Kiefer, Pflaume und Kranich (hier Mandschurenkraniche); von Shen Quan (1759)

In der Dichtung wird der Kranich symbolisch für etwas „Erhabenes“ in der Natur verwandt. Wilhelm Buschs Der kluge Kranich spielt auf den Stein tragenden wachsamen Vogel an. Friedrich Schiller inspirierte die Geschichte der Kraniche, deren Erscheinen die Mörder des Dichters Ibykus verraten, zu der berühmten Ballade Die Kraniche des Ibykus.
Johann Wolfgang Goethe lässt in Faust. Eine Tragödie. (Vor dem Tor) den Protagonisten klagen:

„Und über Flächen, über Seen
Der Kranich nach der Heimat strebt.“

Auch die Gedichte Der Kranich von Nikolaus Lenau, Die Kraniche von Nikolai Rubzow und Ewald Christian von Kleists Der gelähmte Kranich haben diesen Vogel zu Thema.
In Ernst Wiecherts Die Jeronim-Kinder wird durch den Kranich beschrieben, wie der Eierräuber Gogun die Gelege und Jungvögel stiehlt, um sie an Gutsbesitzer zu verkaufen. In Viktor S. Rozows Drama Die ewig Liebenden werden diese Vögel als Motiv beim Tod des Protagonisten Boris verwendet. In Tschingis Aitmatows Novelle Frühe Kraniche treten Kraniche als Künder des nahen Frühlings, der Liebe und Lebensfreude, aber auch als Mahnung gegen Krieg, Entfremdung und Entzweiung auf. Auch Selma Lagerlöf erwähnt den Kranich in Die wunderbare Reise des kleinen Nils Holgersson mit den Wildgänsen in einem Kapitel (Der große Kranichtanz auf dem Kullaberg).

#### Musik, Kunst und Film

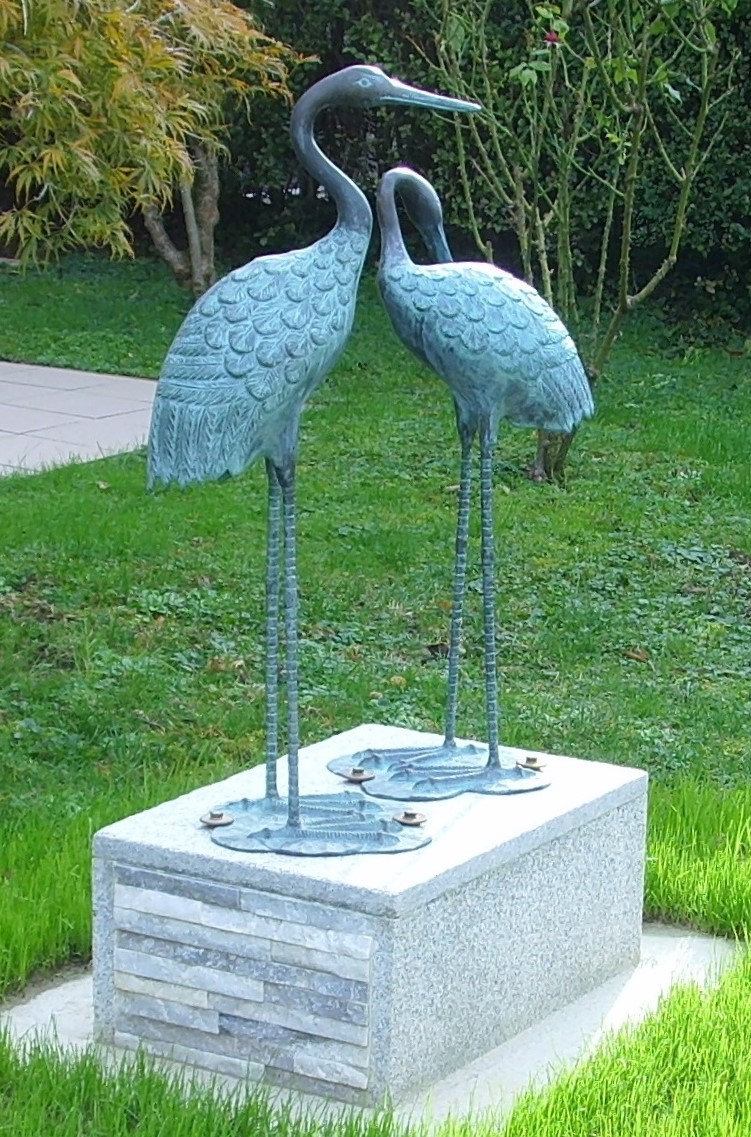
Kranichskulptur aus Bronze

In der Oper Aufstieg und Fall der Stadt Mahagonny von Bert Brecht beschäftigt sich ein Musikstück mit dem Kranich (Siehst du die Kraniche im hohen Bogen …).
In der bildenden Kunst ist der Kranich von der Frühzeit bis in die jüngste Gegenwart zu finden. Er ist sowohl auf Tafel- und Wandbildern als auch auf Miniaturen und Illustrationen ein Motiv. Zudem existieren handwerkliche und plastische Werke aus Textil, Keramik, Holz, Stein, Bronze, Edelmetallen und anderen Materialien. Besonders in Asien wird dieser Vogel gern auf Bildern wiedergegeben.
In der christlichen Kunst stellt das Mosaik der Kirche San Marco in Venedig mit anderen Vögeln auf den Einlass in die Arche Noah wartende Kraniche dar. Auf einem Stich zeigt Albrecht Dürer Justitia mit dem steintragenden Kranich an ihrer Seite.
Im Film Die Kraniche ziehen des georgischen Regisseurs Michail Kalatosow bilden fliegende Kraniche das Motiv, wenn es um den Tod des Protagonisten Boris geht.

#### Sonstiges
Der fliegende Kranich ist ein Markenzeichen moderner Fluggesellschaften. Verwendet wird er von Japan Airlines, Uganda Airlines und Xiamen Air in China. Die Deutsche Lufthansa verwendet ihn bereits seit 1926 als Firmenzeichen, das 1918 von Otto Firle in Berlin geschaffen wurde.
Die Einsatzabteilung der österreichischen Polizei, welche am Flughafen Wien-Schwechat aus Anlass des dort am 27. Dezember 1985 stattgefundenen Terroranschlages gegründet wurde, trägt ebenfalls den Namen „Einsatzabteilung Kranich“. Der Name wurde wegen der besonderen Wachsamkeit des Vogels und wohl auch in Assoziation zum Flug gewählt.

### Umgang mit dem Tier

#### Kraniche als Jagdbeute
Aufgrund von Felszeichnungen, die man in spanischen Höhlen sowie in Schweden gefunden hat, und aufgrund der Funde von Knochen in jungsteinzeitlichen Siedlungen weiß man, dass Kraniche schon in vorgeschichtlicher Zeit gejagt wurden. Interessanterweise sind in Ungarn gefundene Knochen aus römischer Zeit etwa 10 bis 20 Prozent größer als die heutiger Vögel. Den Menschen dienten Fleisch und Eier als Nahrung, Knochen als Werkzeuge und Federn als Schmuck.
Der antike Dichter Horaz sah ihn als „angenehme Beute“, hätte er doch nur nicht so viele Sehnen. Auch heute werden noch auf einigen Märkten in Afrika und Indien Vögel zum Kauf angeboten. Im Mittelalter galten Kraniche als edle Beute. Das Jagdbuch von Petrus de Crescentii beschreibt das Vorgehen. Demnach spannte man Netze, in die man in der Dämmerung die Vögel hineinscheuchte. In seinem Falkenbuch, dem Codex De arte venandi cum avibus (Über die Kunst, mit Vögeln zu jagen) hat der Stauferkaiser Friedrich II. den Kranich bei verschiedenen Tätigkeiten in Farbminiaturen dargestellt.

#### Kraniche als Schädling

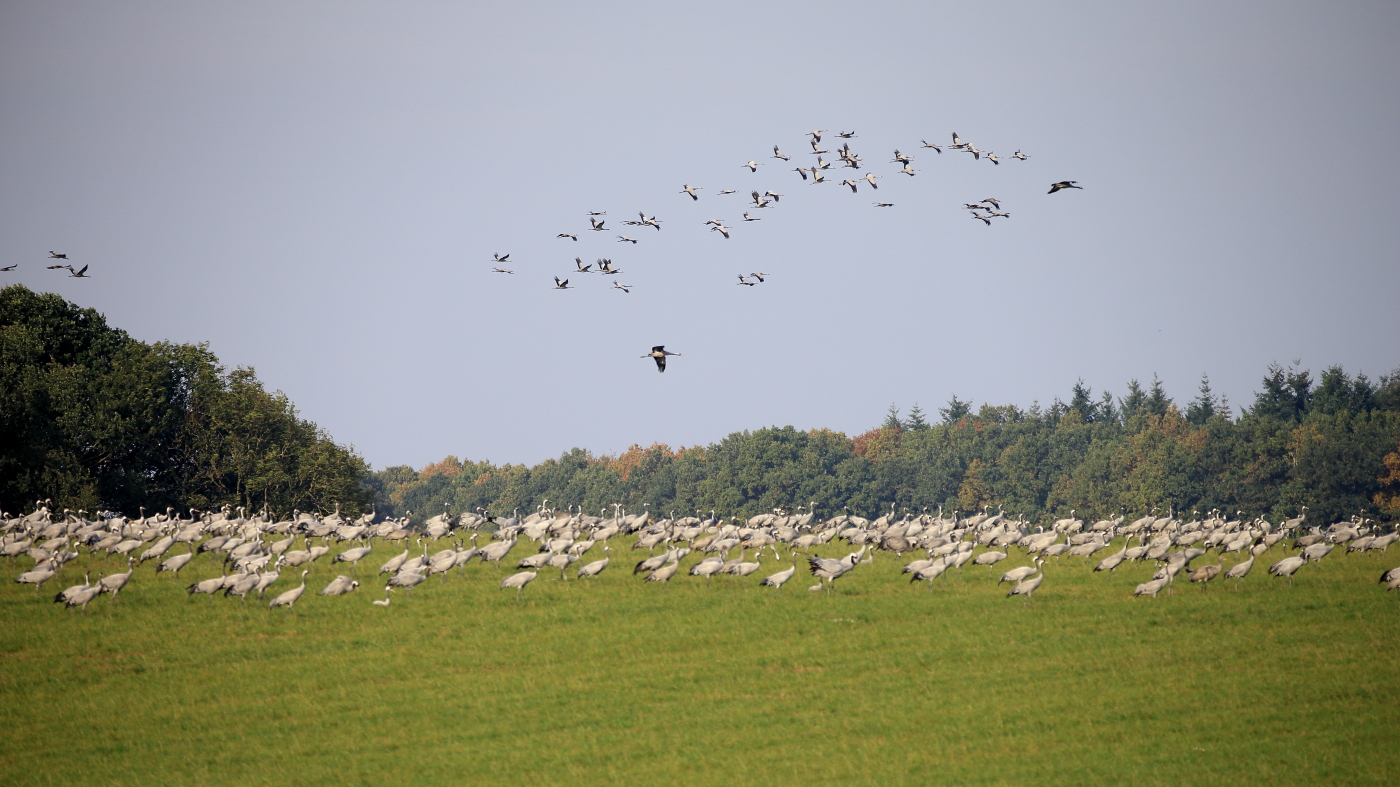
Kraniche in Mecklenburg

Nach einem byzantinischen Bauernspruch sei es einfacher, „den Felsen zu bebauen als Felder und Hügel, die den Kranich zum Nachbarn haben“. Als „Samenräuber“ und „Schollenknacker“ fingen die alten Griechen den Kranich mit Netzen, Schlingen und Leimruten. In Preußen ließ Friedrich Wilhelm I. zur Kultivierung von Stromtälern und Flussauen die Jagd auf Kraniche „wegen ihres großen Schadens“ anordnen.

#### Kraniche als Zeitenmesser
Eine Reihe von Bauernregeln nehmen Bezug auf den Zug der Kraniche, der in Beziehung zu Aussaat und Ernte gesetzt werden. So findet sich bereits beim griechischen Schriftsteller Hesiod der Hinweis:

„Merke du auf, sobald du des Kranichs Stimme vernommen,

Der alljährlich den Ruf von der Höh’ aus den Wolken dir sendet

Bringt er die Mahnung doch zum Säen, verkündet des Winters Schauer…“

Zudem sollen hoch fliegende Kraniche gutes Wetter ankündigen.

#### Kraniche als Ziervogel
Als Ziergeflügel wurden Grau- und Jungfernkraniche sowohl in China („Vogel ersten Ranges“) und in Indien („Vornehmster aller Gefiederten“) als auch im Alten Ägypten gehalten. Davon berichten über 4000 Jahre alte Reliefs in ägyptischen Gräbern der Pharaonenzeit. Auch die Mastaba des Ti weist darauf hin, dass diese Vögel in halbzahmen Herden als Opfertiere gehalten und gemästet wurden.
Aus Schriften des Römers Varro lässt sich schließen, dass Kraniche auch später als Hausvogel gehalten wurden. Dabei wurden sie zur Bewachung von Haus und Hof eingesetzt, um mit ihrem lauten trompetenähnlichen Schreien zuverlässig vor Raubtieren und Greifvögeln zu warnen. Als Karl der Große jedoch ein salisches Gesetz änderte, ging dieser Brauch verloren.

#### Schutz der Kraniche
Bei vielen Arten sind die Populationen bis zum Ende des 20. Jahrhunderts stark rückläufig gewesen. Sie wurden als Ernteschädiger gejagt und ihr Lebensraum durch die intensive Nutzung des Menschen sehr eingeschränkt. Das Schicksal des nordamerikanischen Schreikranichs hatte eine der ersten Gesetzgebungen zur Folge, die vom Aussterben bedrohte Arten schützen sollten. Elf von fünfzehn Arten wurden bereits 1977 von der IUCN als „bedroht“ kategorisiert.
Mittlerweile ist das Bewusstsein für den Schutz der Vögel auch in der Politik angekommen. Bauern dulden die Kraniche, da sie in den Schlägen (durch Saatfraß) nur geringen Schaden anrichten. Natureingriffe wie in der Extremadura in Spanien, wo die für die Kraniche seit Jahrhunderten Schutz und Nahrung bietenden Eichenbestände abgeholzt wurden, werden zumindest in Europa seltener und Kranichschützer haben frühere Rast- und Überwinterungsplätze renaturiert beziehungsweise verfeuchtet.
Zu den Organisationen, die sich besonders dem Schutz des Kranichs gewidmet haben, zählt die International Crane Foundation, die in den USA ansässig ist, sowie die europäische European Crane Working Group.